# Caazapá
Caazapá (en guaraní: Ka'asapa) es un municipio y ciudad histórica del Paraguay, capital del departamento de Caazapá, está ubicada al oeste del departamento, fue fundada por fray Luis de Bolaños en 1607, con la denominación de San José de Tebicuary y posteriormente San José de Caazapá; fue la reducción franciscana más importante de la  Gobernación del Río de la Plata (Provincia Gigante del Paraguay). Se sitúa a 230 kilómetros de Asunción. 
Esta ciudad, constituida por franciscanos, exhibe muchas de sus obras artísticas que datan del periodo colonial. Es un importante centro comercial y alberga la mayoría de las instituciones del departamento. 

## Toponimia

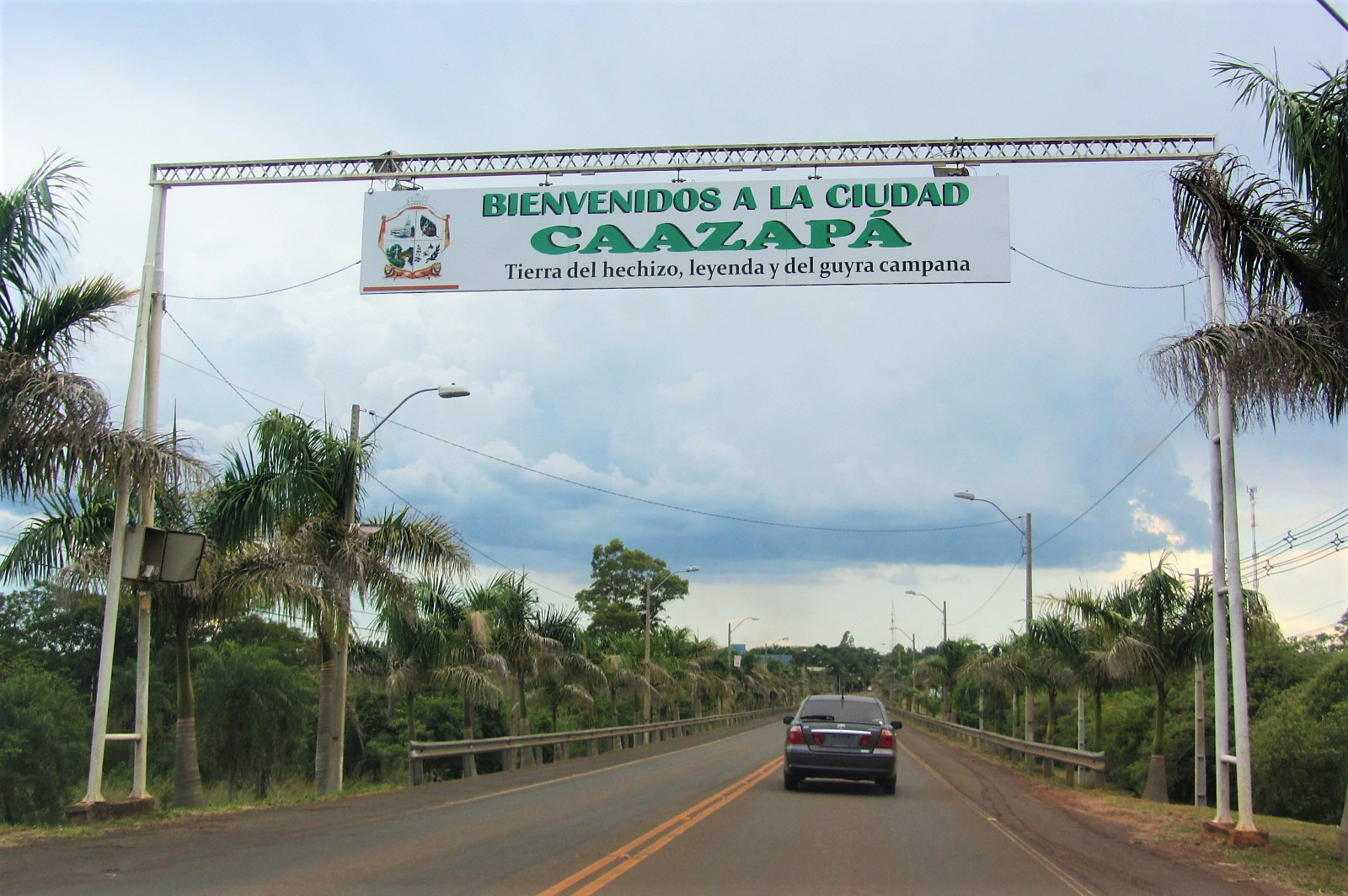
Entrada a Caazapá por la Ruta Nacional 8 "Blas Garay"

Proviene del guaraní ka'aguy jehasapa que significa «Después del Bosque» o «Más allá del Monte»; debido a que la nación guaraní creía que más allá de la selva, Dios, con la dedicación de fray Luis de Bolaños, la había hecho. Antiguamente su nombre era «San José de Caazapá».

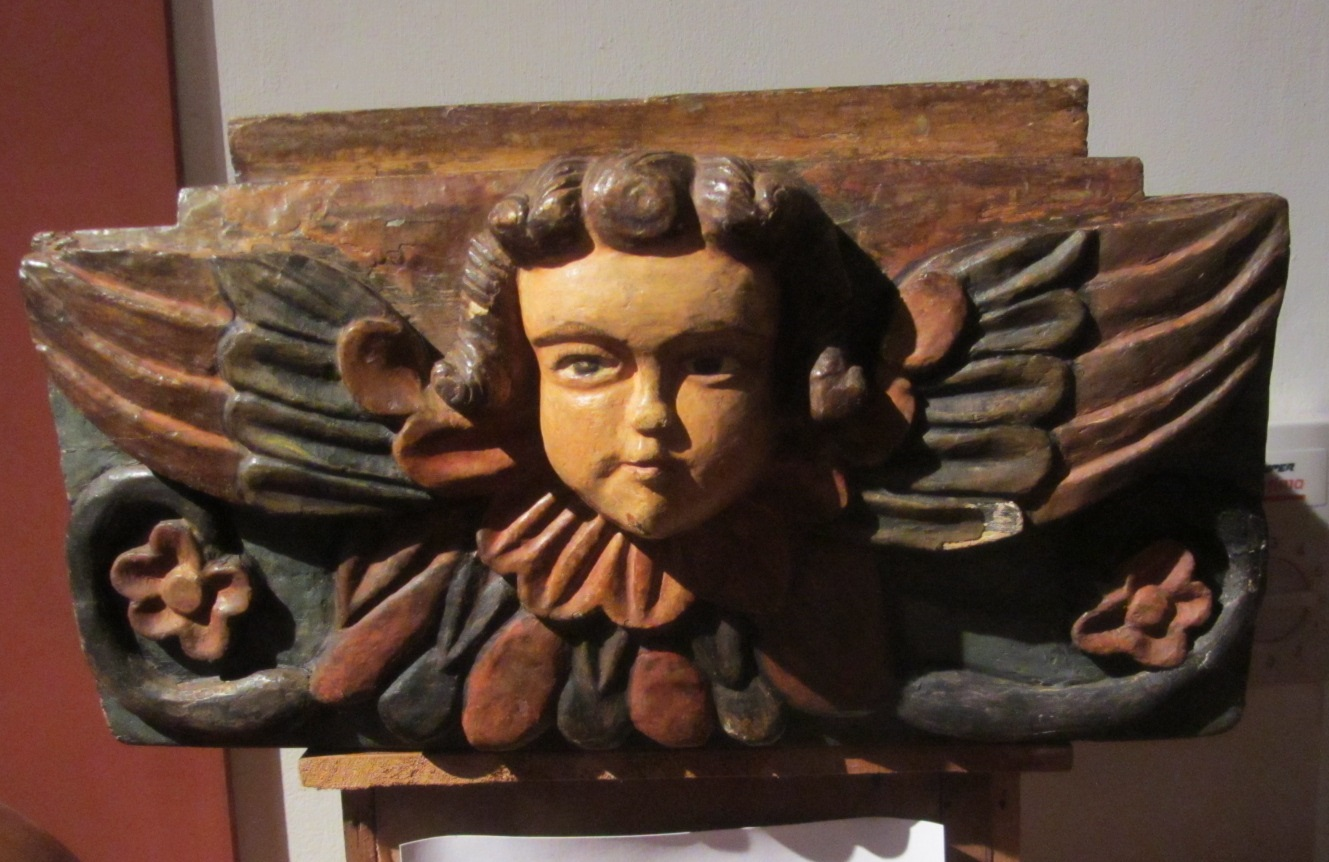
Peana (parte constitutiva de uno de los laterales de la antigua iglesia franciscana de San José de Caazapá). Foto: Museo Fray Justo Bernardo (Caazapá).

## Historia
Fundada el 10 de enero de 1607  por fray Luis de Bolaños durante el segundo gobierno de Hernandarias, conocida como «San José de Tebicuary». Se formó bajo la dirección de fray Bolaños una reducción, integrada por caciques e indios y otros franciscanos, además de otros indios de la reducción de Itá dispuestos a colaborar en la conversión de los habitantes de ese lugar. La ciudad es declarada municipio en 1872, pero recién es ascendida a esa categoría por ley orgánica del año 1885.

## Geografía
Al noreste está ubicada la cordillera de Caazapá, continuación de la cordillera de Mbaracayú, la altitud de la zona es inferior a 400 m, existen colinas bajas de areniscas rojas y valles profundos hasta llegar a las proximidades del río Paraná.
Todo este terreno está regado por el río Ypety, cuyas características son las de la selva subtropical asentada sobre suelos lateríticos y prolongación de la selva brasileña.
Hay ondulaciones y hacia el suroeste se extiende una gran planicie, la de Tebicuary, entre el río Tebicuary y su tributario el Tebicuarymi; son terrenos bajos cubiertos por sedimentos recientes cuya escasa permeabilidad permiten el desarrollo de grandes esteros, áreas pantanosas y espacios abiertos donde hay gran profusión de palmeras, extensas formaciones de herbáceas, arbustos y árboles aislados. Los ríos son todos afluentes del Paraguay.

## Clima

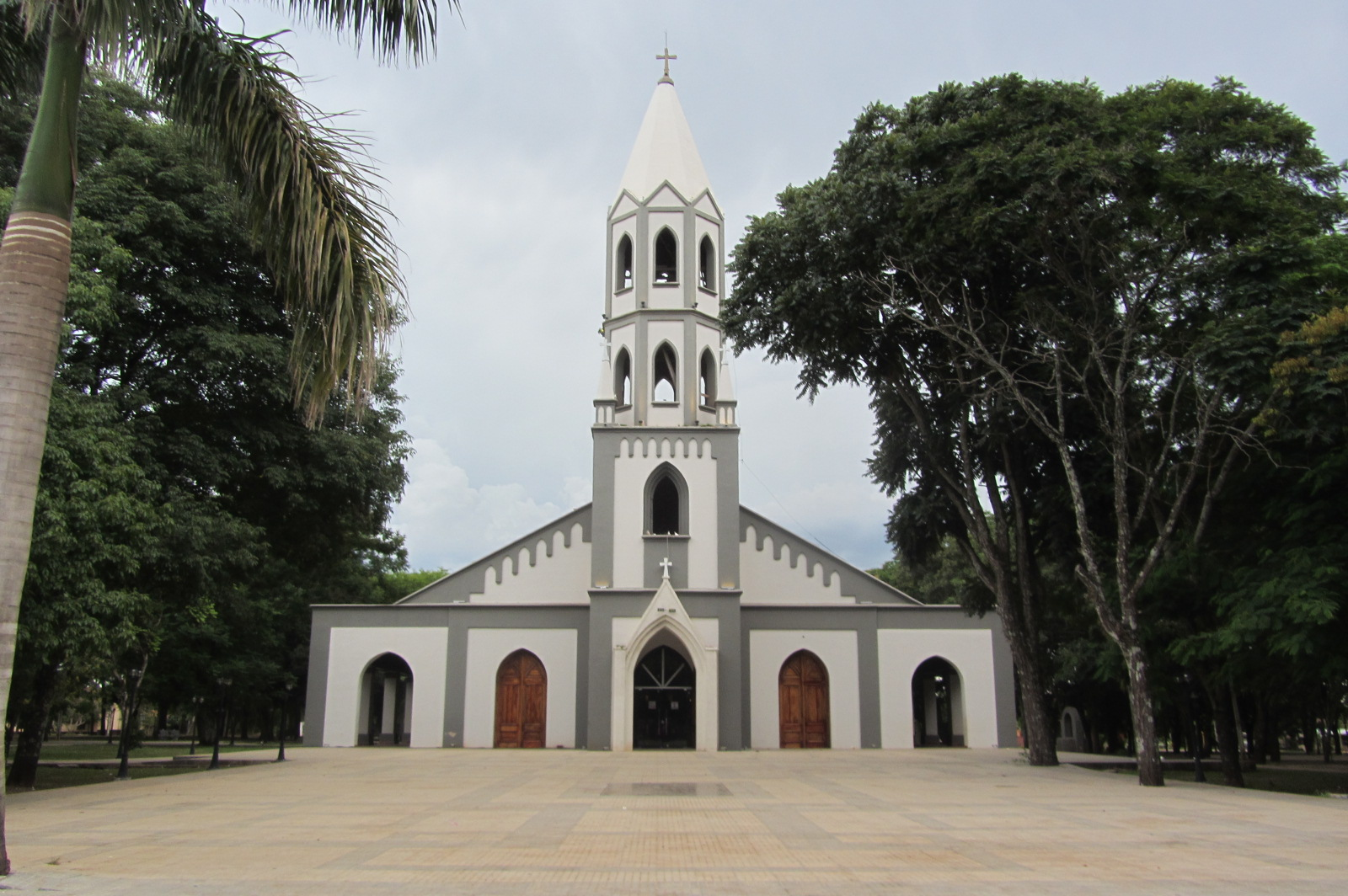
Iglesia de San Pablo (Caazapá).

Posee clima semitropical semiestépico con tendencia al clima semitropical húmedo. La temperatura media es de 35 °C, la máxima en verano 42 °C, y la mínima en invierno, 0 °C. Está situada en uno de los departamentos que registra mayor nivel de precipitaciones, por lo que la región es excelente para la explotación agropecuaria.

## Demografía
Caazapá tiene un total de 23 654 habitantes según datos oficiales del censo paraguayo de 2022.
El distrito de Caazapá está conformado por las siguientes comunidades: Rosario Guavira, San José, San José Mi, San Pedro Mi, Santa Teresita, Jaula Kue, Teniente Rojas Silva (Rojas Silva), Santa Lucía, San Francisco, Loma Clavel, Ñu Pyahumi, Paso Pindo y Arasaty.

## Economía
La economía se basa mayoritariamente en la explotación ganadera, siendo el rubro de la ganadería vacuna el de mayor volumen. También en los últimos tiempos se ha desarrollado la explotación forestal a través de la modalidad de reforestación con eucaliptos. Existe una incipiente industria de exportación de pulpas de eucaliptos a Europa.

## Transporte
Caazapá está situada a 230 km de la ciudad de Asunción. Antiguamente, uno de los grandes problemas que soportaba la ciudad era el aislamiento. Durante la época del ferrocarril, la estación de la ciudad de Maciel, la comunicaba con Asunción. Cuenta con una moderna Terminal de Ómnibus, paradas de taxi, y el Aeropuerto «Dr. Eduardo Schaerer». A la ciudad es posible llegar por la PY02 (desde Asunción) y por la PY08 (desde Coronel Oviedo).

## Turismo

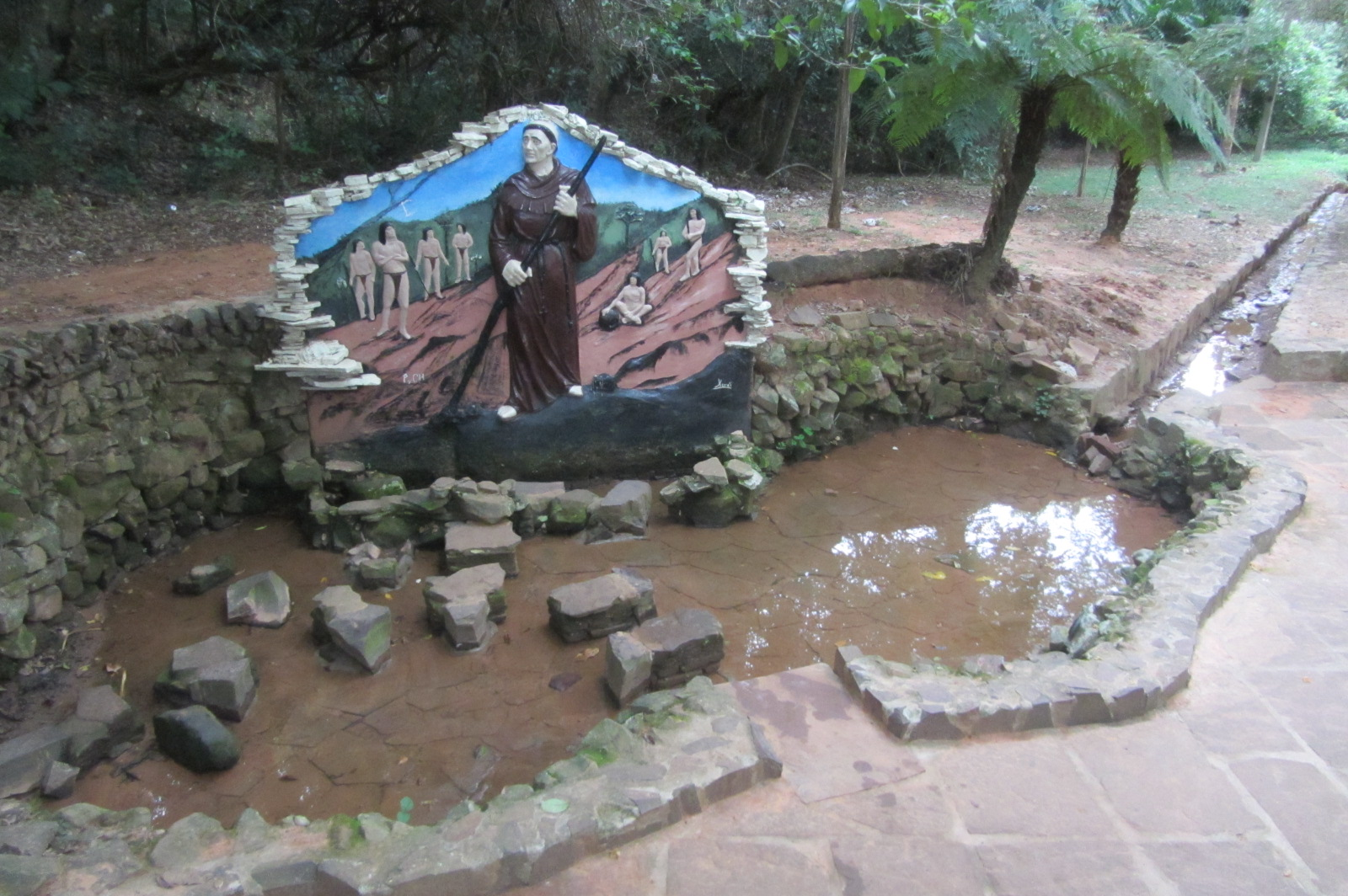
Ycuá Bolaños (Caazapá).

Es muy famosa la fuente «Ycuá Bolaños», que según la leyenda, hizo brotar el mismo fray Luis de Bolaños presionado por los indios del lugar que venían soportando una gran sequía y pedían como prueba del poder del Dios del que el fray tanto hablaba. Según cuentan los pobladores, esta fuente nunca se quedó sin agua, inclusive en épocas de sequía y concede favores a los enamorados.
Caazapá es un pueblo histórico, conserva construcciones de viviendas coloniales en el casco urbano. Fue la reducción franciscana más importante del Provincia Gigante del Paraguay. La iglesia San Pablo de la ciudad es de la época de los franciscanos. Además, el Oratorio de San Roque, otra reliquia de la época de los franciscanos, está en muy buen estado de conservación.

## Educación
- Universidad Nacional de Asunción (UNA)
- Universidad Nacional de Villarrica del Espíritu Santo (UNVES)
- Universidad Tecnológica Intercontinental (UTIC)
- Universidad Politécnica y Artística del Paraguay (UPAP)
- Universidad Privada del Guairá (UPG)